# Saint-Nom-la-Bretèche
Saint-Nom-la-Bretèche is een gemeente in het Franse departement Yvelines (regio Île-de-France) en telt 4844 inwoners (2004). De plaats maakt deel uit van het arrondissement Saint-Germain-en-Laye.

## Geografie
De oppervlakte van Saint-Nom-la-Bretèche bedraagt 11,7 km², de bevolkingsdichtheid is 414,0 inwoners per km².
De onderstaande kaart toont de ligging van Saint-Nom-la-Bretèche met de belangrijkste infrastructuur en aangrenzende gemeenten.

## Demografie
Onderstaande figuur toont het verloop van het inwonertal (bron: INSEE-tellingen).

## Golf
Op de beroemde golfbaan van de Golf de Saint-Nom-la-Bretèche is van 1976-2003 de Trophée Lancôme gespeeld. Seve Ballesteros won het toernooi vier keer, Retief Goosen en Ian Woosnam ieder twee keer.